# Isaac Philip Valentin
 Isaac Philip Valentin, född 2 oktober 1812 i Inowrocław, Hertigdömet Warszawa, död 13 mars 1898 i Göteborg, var en svensk grosshandlare.
Isaac Philip Valentin begav sig som ung till släktingar i Berlin för att få möjligheten att studera. Släktingarna hade emellertid inte möjlighet att ta hand om den unge gossen då de redan åtagit sig att ta hand om andra fattiga studenter. Isaac Philip fortsatte därför till Hamburg där han fick arbete hos bankiren Heine. År 1834 kom han till Göteborg där han fick anställning hos en farbror som handlade med kaffe, hudar, kryddor och annat.
Det gick bra för Valentin i Göteborg och han övertog firman efter farbroderns död, var föreståndare i Göteborgs synagoga samt satt i styrelsen för bland annat Sahlgrenska sjukhuset och Göteborgs Sparbank. 
Valentin gifte sig med sin kusin Rosa Valentin och bosatte sig i ett hus vid Lilla torget. Makarna Valentin kom att få fem barn, däribland musikern Karl Valentin. Familjen Valentin var intresserad av konst och musik medverkade bland annat till att tonsättaren Bedrich Smetana bosatte sig i Göteborg mellan 1856 och 1861.